# Violet snohår
Violet snohår (Barbula convoluta) er et meget almindeligt mos i Danmark på kalkholdig bund. Violet Snohår er også blevet kaldt Streblotrichum convolutum (Hedw.) P. Beauv.
Mosset danner meget tætte, grønne eller lysegrønne, under 1 cm høje tuer. Stænglerne er stærkt sammenfiltrede af rhizoidfilt. De mindre end 1 mm lange blade har små (6-9 ɥm), kvadratiske, papilløse celler. Violet Snohår ses almindeligt i byen mellem fortovets fliser. Sporehuse er sjældne.
|                                                      |
| Violet Snohår er almindelig mellem fliser og brosten |